# Eustaquio Nieto Martín
Eustaquio Nieto Martín (Zamora, 12 de marzo de 1866-Estriégana, 27 de julio de 1936) fue un obispo español. Ocupó el cargo de obispo de Sigüenza desde 1917 hasta 1936. Es considerado mártir por la Iglesia católica. Fue el primero de los trece obispos asesinados durante la Guerra civil española, víctima de la persecución religiosa. 

## Vida

### Primeros años y formación
Nació en Zamora en 1866 en el seno de una familia muy humilde. Su padre era albañil. Inició sus estudios eclesiásticos en el Seminario de Zamora, continuándolos en el Seminario Central Pontificio de Toledo, donde obtuvo el doctorado en Sagrada Teología y la licenciatura en Derecho canónico. Fue ordenado sacerdote el 23 de mayo de 1891 en Arévalo (Ávila).

### Vida sacerdotal
Su primer cargo después de la ordenación sacerdotal fue el de coadjutor de la parroquia madrileña Santa Isabel, pasando un tiempo después a ser cura ecónomo de la parroquia de Santa María la Mayor de Alcalá de Henares. Después fue párroco de la parroquia de la Concepción de Madrid.

### Episcopado

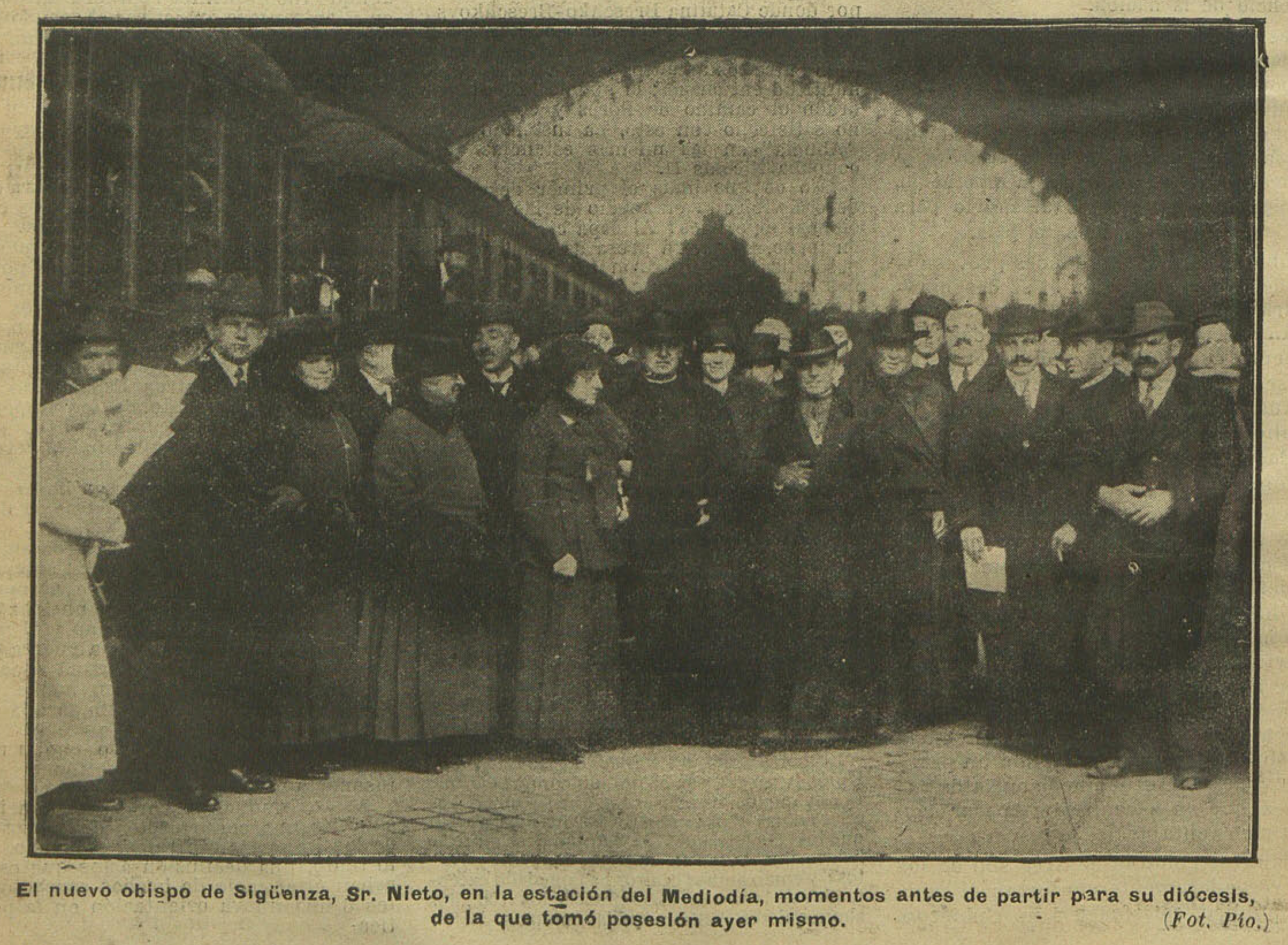
Eustaquio Nieto en marzo de 1917 en la estación del Mediodía, antes de subirse al tren para tomar posesión del obispado de Sigüenza

Se le nombró obispo de Sigüenza el 22 de agosto. Fue consagrado obispo el 27 de diciembre de 1916 y entrando en la ciudad y tomando posesión de la cátedra el 31 de marzo de 1917. En 1923 fue designado senador por el arzobispado de Toledo.
Al producirse la sublevación militar que dio origen a la Guerra Civil se negó a abandonar su diócesis. Tras la partida de los guardias civiles destinados en la ciudad a Guadalajara, llamados por el gobernador civil, la ciudad quedó en una tensa calma. La capital provincial se sublevó finalmente el 21 de julio, pero el día siguiente, una columna procedente de Madrid, al mando del coronel Puigdengolas y con mayoría de milicianos anarquistas, comandados por Cipriano Mera, toma la ciudad. El 24 de julio, una avanzadilla compuesta por milicias anarquistas al mando de Mera toma posiciones en la ciudad. El día siguiente, Sigüenza es ocupada por milicias anarquistas, ugetistas y del POUM. Ese día, elementos del POUM, la CNT y la FAI tomaron el Palacio Episcopal, deteniendo al obispo y sometiéndolo a juicio público, tras el cual le pusieron en libertad. Sin embargo, la madrugada del 26 de julio fue detenido con la excusa de trasladarlo a Madrid. Arrojado en marcha del coche que lo transportaba, fue posteriormente fusilado y su cadáver quemado. Encontrados días después por tropas franquistas, que reconocieron su cadáver gracias al rosario y la cruz pectoral que aún portaba. Sus restos fueron sepultados en la ermita de San Roque en Alcolea del Pinar (Guadalajara) el 5 de agosto, y trasladados tras la Guerra Civil a la catedral de Sigüenza en 1946.